# Manopakorn Nititada
Phraya Manopakorn Nititada, nato Kon Hutasingha (in thai พระยามโนปกรณ์นิติธาดา; Bangkok, 15 luglio 1884 – Penang, 1º ottobre 1948), è stato un politico e avvocato thailandese, primo ministro del Siam, l'odierna Thailandia, dal giugno 1932 al giugno 1933..

## Nomina a primo ministro
Ricevette l'incarico dopo il colpo di Stato noto come rivoluzione siamese del 1932, che costrinse il re Prajadhipok ad accettare la monarchia costituzionale. Avvocato di idee monarchiche, fu scelto dal partito unico Khana Ratsadon (Partito del Popolo) per essere stato istruito nel Regno Unito ai princìpi costituzionali.

## Scontro con la fazione progressista del partito unico
Nell'anno del suo mandato, la parte progressista del Khana Ratsadon, in particolare il suo leader Pridi Phanomyong, propose radicali cambiamenti che diffusero il panico tra i conservatori e i monarchici. Nell'aprile del 1933 Pridi presentò una radicale riforma che prevedeva la nazionalizzazione delle terre, l'assegnazione delle terre stesse e sussidi ai contadini nonché l'istituzione di un ente di previdenza sociale in favore delle fasce più povere. La reazione di Manopakorn fu di vietare l'appartenenza al Khana Ratsadon ai militari, cercando di creare una frattura all'interno del partito in funzione anti-progressista.
Il disegno di legge fu alla fine bollato come comunista e respinto dal re e da Manopakorn, che fu investito di poteri dittatoriali dal sovrano ed emise leggi di gravità eccezionale. Dispose lo scioglimento del parlamento e la sospensione della costituzione, fece approvare una legge anti-comunista che provocò l'incarcerazione dell'intero Comitato Centrale del Partito Comunista del Siam, nonché la censura e la chiusura di svariate pubblicazioni di sinistra. L'appartenenza ad un'organizzazione comunista divenne passibile di pene fino a 12 anni di reclusione.
Il progetto di Pridi aveva anche spaccato la compagine di governo. Le vibranti proteste dei proprietari terrieri e della vecchia aristocrazia spinsero l'ala conservatrice del Partito Popolare a schierarsi apertamente contro la riforma. Tale spaccatura non si sarebbe più sanata fino al dopoguerra ed avrebbe visto le varie fazioni del partito combattersi con il progressivo indebolimento della fazione civile. Ritenendo controproducente incarcerare Pridi come comunista, Manopakorn fece in modo di rimandarlo con la moglie a Parigi assegnandogli una sostanziosa borsa di studio per continuare i suoi studi in Giurisprudenza.

## Fine del mandato
La crescente influenza di Nititada, ormai allineato alle posizioni del re, e il dispotismo con cui stava imponendo il proprio volere allarmarono i vertici della fazione militare del Khana Ratsadon. I membri del partito si erano inoltre accorti dei movimenti in seno alla fazione monarchica dell'esercito, che tramava per la restaurazione dell'assolutismo monarchico. Il generale a capo del Khana Ratsadon Phahon Phonphayuhasena organizzò quindi il colpo di Stato che ebbe luogo senza spargimento di sangue il 20 giugno 1933. Phahon si auto-nominò primo ministro, riattivò la costituzione e costrinse il re ad accettare tali eventi e a perdonare Pridi, che fu richiamato dall'esilio a cui era stato costretto ed arrivò a Bangkok il 29 settembre 1933.
Manopakorn, che fu il primo di una lunga serie di capi di governo thai deposti da colpi di Stato, fu messo agli arresti il giorno del golpe. Molti furono i cittadini che erano stati colpiti dalla durezza delle sue leggi liberticide a chiederne l'incriminazione, ma Phahon preferì lasciarlo libero per non accrescere le frizioni esistenti tra la classe politica. Pochi mesi dopo, Manopakorn scelse la via dell'esilio e si stabilì a Penang, nella Malesia britannica, non lontano dai confini del Siam, dove rimase fino alla morte avvenuta nel 1948.